# Gary Hinchley
Gary Hinchley (sinh ngày 14 tháng 11 năm 1968) là một cựu cầu thủ bóng đá người Anh có 27 lần ra sân ở Football League thi đấu ở vị trí hậu vệ cho Darlington ở các thập niên 1980 và 1990. Ông cũng thi đấu bóng đá non-league cho các câu lạc bộ bao gồm Whitby Town và Guisborough Town.